# Кубышкин, Павел Антонович
Павел Антонович Кубышкин (1920—1977) — советский танкист, капитан Рабоче-крестьянской Красной Армии, участник Великой Отечественной войны, Герой Советского Союза (1945).

## Биография
Павел Кубышкин родился 29 августа 1920 года в селе Васищево (ныне — посёлок в Харьковском районе Харьковской области Украины). Окончил два курса Харьковского электротехнического института. В июне 1940 года Кубышкин был призван на службу в Рабоче-крестьянскую Красную Армию. В 1942 году он окончил Харьковское танковое училище. С апреля того же года — на фронтах Великой Отечественной войны. 10 июля 1942 года под Ельцом получил тяжёлое ранение. К марту 1944 года старший лейтенант Павел Кубышкин командовал танковой ротой 172-го танкового батальона 202-й танковой Сивашской Краснознамённой бригады 19-го танкового корпуса 4-го Украинского фронта. Отличился во время освобождения Крыма.
11 апреля 1944 года батальон майора Ивана Машкарина, в составе которого находилась рота Кубышкина, ворвался в Джанкой и нанёс противнику большие потери, сыграв важную роль в освобождении города. В тех боях экипаж Кубышкина совместно с десантным отрядом лейтенанта Тимофея Щербанёва уничтожил танк, 6 противотанковых орудий, 5 автомашин, 4 тягача. Рота Кубышкина уничтожила около роты вражеской пехоты, ещё около 300 немецких солдат и офицеров взяла в плен. Когда на южной окраине Джанкоя противник предпринял контратаку, Кубышкин совместно с экипажами ещё двух танков отразил её. В ночь с 12 на 13 апреля 1944 года у посёлка Зуя Белогорского района экипаж Кубышкина разгромил немецкую колонну, уничтожив около 20 автомашин и 150 вражеских солдат и офицеров. Во время штурма Сапун-горы танк Кубышкина был подбит.
Указом Президиума Верховного Совета СССР от 24 марта 1945 года за «мужество, отвагу и героизм, проявленные в борьбе с немецкими захватчиками» старший лейтенант Павел Кубышкин был удостоен высокого звания Героя Советского Союза с вручением ордена Ленина и медали «Золотая Звезда» за номером 7424.
Участвовал в освобождении Прибалтики, был тяжело ранен. После окончания войны в звании капитана Кубышкин был уволен в запас. Вернулся в родной посёлок, работал в совхозе. Умер 25 марта 1977 года, похоронен в Васищево.
Был также награждён орденами Красного Знамени и Красной Звезды, рядом медалей.